# ريتشارد أنتوني هيوسون
ريتشارد أنتوني هيوسون (بالإنجليزية: Richard Anthony Hewson)‏ هو كاتب أغاني وملحن ومنتج أسطوانات وعازف جاز بريطاني، ولد في 17 نوفمبر 1943 في ستوكتون أون تيز ‏ في المملكة المتحدة.

## وصلات خارجية
- ريتشارد أنتوني هيوسون على موقع IMDb (الإنجليزية)
- ريتشارد أنتوني هيوسون على موقع ميوزك برينز (الإنجليزية)
- ريتشارد أنتوني هيوسون على موقع أول ميوزيك (الإنجليزية)
- ريتشارد أنتوني هيوسون على موقع ديسكوغز (الإنجليزية)